# Pardon royal d'Henri IV
Le pardon royal d'Henri IV est un billet imprimé pour rallier le peuple parisien à la cause du roi Henri IV lors de son entrée à Paris le 22 mars 1594.

## Contexte
Henri IV vient de gagner la guerre qu'il entreprenait face aux Seize, comité insurrectionnel qui entendait gouverner. Il a déjà abjuré la foi protestante (le 25 juillet 1593) et a été sacré Roi de France deux mois auparavant dans la cathédrale de Chartres. Il ne lui reste plus qu'à légitimer son pouvoir par le peuple parisien. Il organise son entrée dans Paris et fait imprimer des billets blancs sur lesquels est écrit le pardon royal d'Henri IV au peuple parisien.

## Le pardon royal
« De par le Roy,

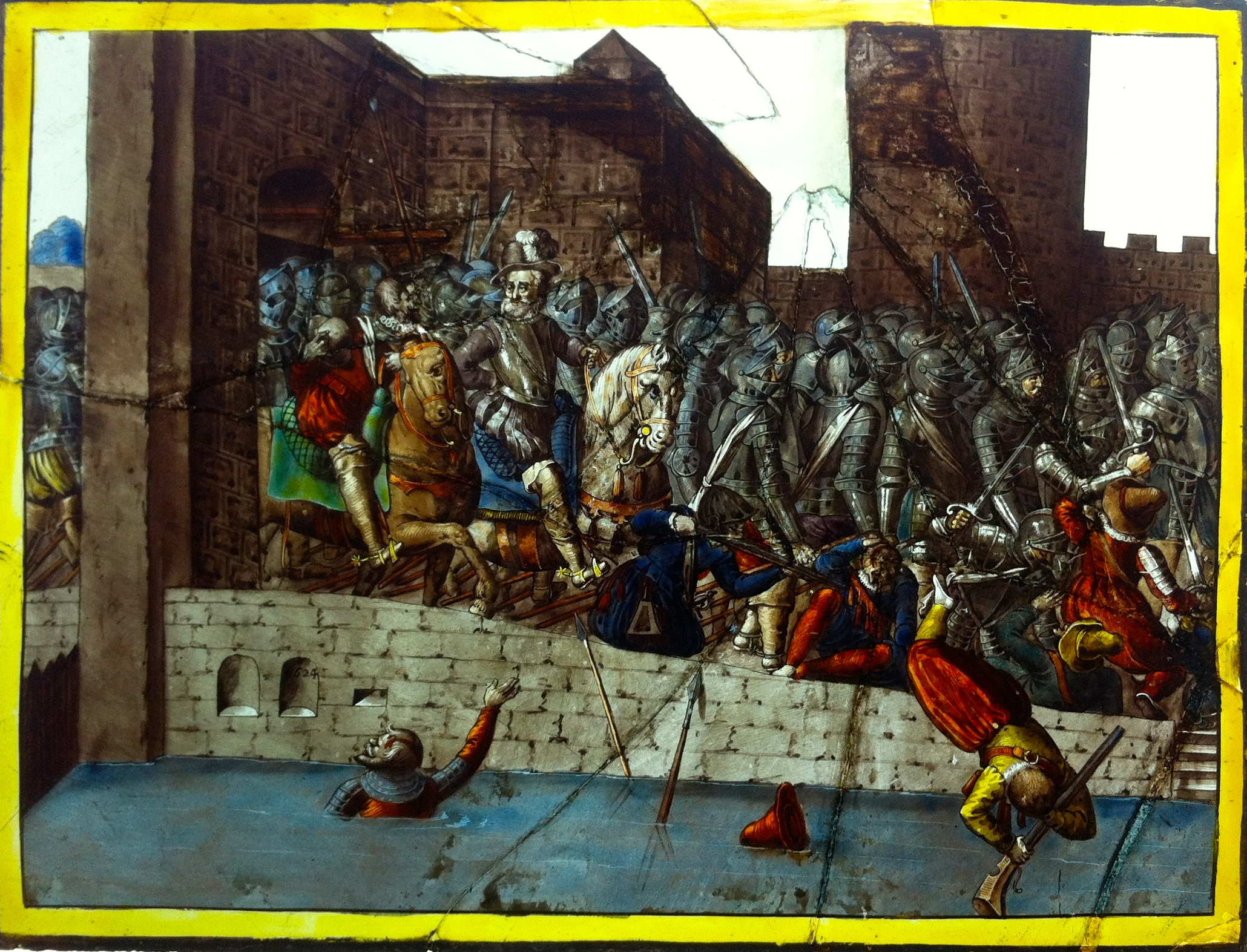
Entré à Paris, vitrail XVIIe, Cité du vitrail, Troyes.

Sa majesté désirant réunir tous ses subjectz, et les faire vivre en bonne amytié et concorde, notamment les bourgeois et habitants de sa bonne ville de Paris, veult et entend que toutes choses passées et advenues depuis les troubles, soient oubliées. Défend à tous ses procureurs généraulx leur substituz et autres officiers, en faire aucune recherche alencontre de quelques personnes que ce soit, mesmes de ceux que l'on appeloit vulgairement les Seize, selon que plus aplain est contenu par les articles accordés à ladicte ville. Promettant sadite Majesté en foy, et parolle du Roy, vivre  et mourir en la religion catholique, apostolique et romaine, et de conserver tous sesdicts subjects et bourgeois de la dite ville en leurs biens, privilèges, estatz, dignitez, offices et benefices.
Donné à Senlis le vingtiesme jour de Mars mil cin cens quatre vingt quatorze, et de nostre regne le cinquiesme ». 

## Conséquences
L'entrée dans Paris et la remise de ces billets de pardon aux parisiens légitimèrent le pouvoir qu'Henri IV avait hérité d'Henri III et, avec la cérémonie des écrouelles du 10 avril 1594, installa Henri IV en tant que Roi de France et marqua le réel début de son règne. 